# Џејмс Блант
Џејмс Хилијер Блаунт (енгл. James Hillier Blount; 22. фебруар 1974), познатији као Џејмс Блант (енгл. James Blunt), енглески је певач, музичар, аутор песама и музички продуцент.
Популарност је стекао 2004. године када је издат свој први студијски албум Back to Bedlam са којег су се као хит синглови издвојиле песме You're Beautiful и Goodbye My Lover. Албум је продат у преко 11 милиона копија, а песма You're Beautiful је достигла прво место на UK Singles Chart, Billboard Hot 100 и на још неколико топ-листа широм света. За ова остварења је био номинован за Греми 2007. године у неколико категорија.
Пре музичке каријере био је војник у Британској армији и био члан НАТО-а током рата на Косову и Метохији.

## Дискографија
Студијски албуми
- Back to Bedlam (2004)
- All the Lost Souls (2007)
- Some Kind of Trouble (2010)
- Moon Landing (2013)
- The Afterlove (2017)
- Once Upon a Mind (2019)